# بيترس بونس
بيترس بونس (بالإنجليزية: Beatrice Pons)‏ هي ممثلة أمريكية، ولدت في 28 يناير 1906 في الولايات المتحدة، وتوفيت في 1 يونيو 1991 بنيويورك في الولايات المتحدة بسبب مرض.

## وصلات خارجية
- بيترس بونس على موقع IMDb (الإنجليزية)
- بيترس بونس على موقع قاعدة بيانات الفيلم (الإنجليزية)